# Comau
COMAU est une entité industrielle italienne qui a été créée en 1970 par le regroupement d'un certain nombre de constructeurs de machines-outils du secteur automobile travaillant pour le groupe Fiat Auto. 
COMAU est la société holding du groupe FIAT S.p.A. spécialisée dans le domaine de l'automation industrielle, des robots et usines automatiques. COMAU est le leader mondial dans le domaine des systèmes automatiques de soudure et de peinture. COMAU Systems S.p.A. est une filiale à 100 % du groupe FIAT, devenu Stellantis en 2021.

## Histoire
Dès sa création en 1899, F.I.A.T. sous la direction du sénateur Giovanni Agnelli, a toujours maîtrisé son outillage de production. La stratégie de G. Agnelli, ancien officier de l'armée du Roi d'Italie, était la « verticalisation » de la production, c'est-à-dire que tout devait être réalisé au sein de la société FIAT. Pour éviter le piratage des nouveaux process industriels que ses ingénieurs avaient inventé, Fiat ne commercialisait que les produits finis et jamais son outillage.
Au début des années 60, Fiat signe avec l'Union Soviétique (URSS), la construction de la future méga usine VAZ-Lada à Togliattigrad. Pour ce faire, toutes les divisions du groupe FIAT ont dû s'organiser pour satisfaire ce surcroît d'activité ponctuel. C'est alors qu'il a été décidé de regrouper les unités internes de Fiat avec un certain nombre de constructeurs extérieurs très liés à Fiat. Très peu de constructeurs, à l'époque mais encore de nos jours, auraient pu répondre à une demande aussi gigantesque et complète pour une usine destinée à fabriquer 600.000 automobiles par an.
En 1970, Fiat Group crée le COnsorzio MAcchine Utensili, que l'on peut traduire par Association Machines Outils - COMAU dont le but était de fabriquer les machines outils nécessaires à l'usine soviétique en cours de construction qui devait utiliser la technologie Fiat pour produire 600.000 Fiat 124 soviétisées. À partir de 1977, cette entité va englober, en plus des unités spécialisées de Fiat Auto, Fiat V.I., Fiat Avio, Fiat Matériel TP et FiatAgri, les constructeurs turinois M.S.T., Morando, I.M.P. et Colubra Lamsat.
COMAU est l'inventeur de la première ligne automatique d'assemblage d'automobiles en 1973, le système Fiat Robogate.
- 1980, après avoir équipé l'usine Fiat Auto de Cassino de la chaîne robotisée Robogate, COMAU développe le premier robot laser et GM en fait équiper une usine entière aux Etats-Unis, en collaboration avec Trumpf[2],
- 1984, pour satisfaire les commandes très importantes du marché Nord Américain, COMAU Productivity Systems Inc est créée et rachète plusieurs constructeurs locaux.
- 1989, COMAU intègre les sociétés renommées Berto Lamet, TEA et UTS, constructeurs italiens spécialisés ainsi que l'espagnol Mecaner. Fiat change de politique au sujet de COMAU et l'autorise à vendre partout dans le monde ses chaînes robotisées (Flexible manufacturing systems, FMS) et les systèmes à haute productivité (COMAU Productivity Systems, CPS),
- 1995, la demande d'automatisation du secteur automobile et du transport en général est très forte et la recherche de nouveaux outillages automatisés modernes des constructeurs du monde entier devient toujours plus importante. COMAU devient alors la référence dans le domaine de l'automatisation des chaînes de montage, des robots soudeurs et autres, et la présence de sites de production COMAU plus proches des utilisateurs devient impérative. C'est pourquoi COMAU do Brasil, COMAU Argentina, COMAU Deutschland et COMAU China sont créés pour installer les nouveaux outils de fabrication automatisés dans les secteurs de l’aérospatiale, véhicules commerciaux et poids-lourds, transport ferroviaire et énergies renouvelables[2].

Il faut attendre 1996 pour la création de COMAU France, pour raisons administratives.
- 1997, COMAU intègre GEICO SpA, leader mondial dans le domaine des systèmes de peinture automatiques. COMAU India voit aussi le jour.
- 1998 COMAU crée une filiale COMAU Service pour assurer la maintenance complète de ses installations robotisées. COMAU Poland est créée.
- 1999, COMAU absorbe les seuls constructeurs français de robotique automobile Sciaky et Renault Automation (ACMA, SEIV, SOFERMO, SERI, RMO)[3]. FIAT SpA rachète le principal constructeur américain Pico Co. qui est intégré dans COMAU. En parallèle Fiat SpA, via sa filiale métallurgique Teksid rachète les unités métallurgiques de Renault.
- 2000, COMAU poursuit son développement en Chine avec la reprise de constructeurs locaux et devient COMAU Shanghai "Automotive Equipment Co".
- 2001, COMAU intègre l'allemand "German-Intec GmbH" et le roumain "Romanian Team Ressources".

Le développement de COMAU se poursuit ce qui lui permet de se maintenir leader sur le marché mondial.
En 2010, avec le renforcement des solutions technologiques et sa diversification aux secteurs hors automobile, COMAU lance de nouvelles gammes commerciales – "Comau Aerospace", "eComau" et "Comau Adaptive Solutions" – pour mieux répondre aux besoins du marché. La société poursuit son extension en Asie, avec l'équipement de 3 nouvelles usines en Chine. En Europe, COMAU inaugure une filiale en République Tchèque, en Turquie et un nouveau siège en Allemagne. La filiale mexicaine est se diversifie aux secteurs autres que l'automotive et des filiales sont créées en Thaïlande et au Brésil.
Confirmant sa présence croissante au niveau mondial, COMAU inaugure le "Centre d’innovation HUMANufacturing" à Pise, en Italie et, en 2017, ouvre de nouveaux établissements au Royaume-Uni et en Californie, (USA). Peu après, COMAU dévoile son "Digital Transformation Competence Center" - Centre de compétence de transformation numérique à Turin, en Italie.
COMAU étend sa gamme de produits avec des petits robots, la famille "Racer" et le robot "Rebel-S SCARA"  pour de nombreuses applications : pistolets à souder, bordeuse à molette "RHEvo", centre de travail modulaire et flexible "SmartDrive800L" et la technologie laser hybride "LHYTE".
La société COMAU S.p.A. a engagé une recherche continue dans les solutions d’automatisation innovantes afin de répondre aux défis d’un marché en constante évolution et aux nouvelles exigences engendrées par la révolution numérique. Avec le concept "HUMANufacturing", l’entreprise exprime sa vision de l’usine évoluée : « intelligente », flexible et connectée, où les personnes sont au centre du processus de production et leur interaction avec les autres éléments du processus d’automatisation est gérée par des robots collaboratifs aux technologies numériques, le robot industriel "AURA" Advanced Use Robotic Arm et le robot mobile autonome "Agile1500".
En 2018, COMAU dévoile "MATE", un exosquelette portable conçu pour améliorer la qualité du travail en fournissant une assistance aux mouvements pour les gestes répétitifs au quotidien.

## Domaines d'activité
- Ingénierie de produit et de process ;
- Usinages et montages mécaniques ;
- Moules et formes pour tôlerie et plastiques ;
- Assemblage et soudures carrosseries ;
- Lignes de montage intermédiaires et terminales ;
- Robotique complexe ;
- Conception et fabrication de centres d'usinage ;
- Services de maintenance.

## Principales réalisations
- 1970 - le Fiat Robogate
- chaîne automatisée de production de carrosseries de 2 modèles SUV Fiat au Brésil, fabriqués sur la même chaîne : Fiat Pulse et Fastback dans la méga usine automobile Fiat de Betim, dans le Minas Gerais.
- janvier 2019, commande d'une chaîne de montage ultra flexible a Dongfeng Nissan pour son moteur a rapport volumétrique variable, livrée en août 2020, pour produire 400.000 unités par an,
- automatisation de la logistique de la cuisine industrielle de Chengdu Tianfu Smart Kitchen (Tianfu Smart Kitchen), la cuisine centrale industrielle la plus importante de Chine, avec une capacité de production annuelle de 300.000 tonnes,
- ligne robotisée automatique flexible pour les soudures et l'assemblages (système COMAU OpenGate)[4] des carrosseries des voitures électriques Hycan en Chine en 2018,
- automatisation des opérations manuelles complexes de la ligne de fabrication des modules de batteries lithium-ion Leclanché,
- ligne de soudage par points dans la chaîne de production de la carrosserie de la Vespa de Piaggio,
- ligne de production de la Jeep Renegade de l’usine Fiat de Melfi,
- ligne de fabrication automatisée pour assembler, souder et finir les portières avant et arrière en aluminium du SUV Maserati.

## La société COMAU S.p.A.
Le COnsorzio MAcchine Utensili COMAU S.p.A. a été créé par FIAT en 1970. En 1977, après l'intégration des sociétés MST S.p.A., Morando S.p.A., IMP S.p.A. et Colubra Lamsat S.p.A. la société est renommée COMAU Industriale S.p.A.. Elle était une filiale de la division Fiat Auto pendant de nombreuses années avant d'être transférée dans la filiale financière du groupe Fiat, FIDIS. Passée  dans le giron de Fiat Industrial lors de la scission du groupe Fiat en 2011, la société est réintégrée dans Fiat Auto après le rachat du groupe américain Chrysler et la création de FCA. lors de la mise au point de l'intégration du groupe PSA dans Fiat Auto pour la fusion des 2 groupes en 2021, il avait été décidé que Fiat céderait sa filiale COMAU S.p.A. et PSA, Faurecia. La pandémie de COVID-19 ayant bloqué plusieurs opérations durant cette période, lors de la présentation des comptes di 1er semestre 2024, Stellantis a annoncé la cession d'une participation majoritaire (50,1 %) dans COMAU S.p.A. au fonds américain One Equity Partners, Stellantis conservant une participation minoritaire active. Le gouvernement italien a exercé sa golden power pour fixer les prescriptions à cette prise de participation d'une entreprise étrangère, hors Union Européenne.    
Le groupe COMAU S.p.A. en 2006 :
- Salariés : 12.293
- Résultats (Millions €) Chiffre d'affaires : 1.280
- Investissements : 56 M€
- Recherche & développement : 20 M€